# Bathybembix delicatula
Bathybembix delicatula là một loài ốc biển, là động vật thân mềm chân bụng sống ở biển thuộc họ Calliotropidae,.